# Akın Emanuel Şipal
Akın Emanuel Şipal (* 1991 in Essen) ist ein deutsch-türkischer Dramatiker und Drehbuchautor. Seine Werke thematisieren interkulturelle Erfahrungen und familiäre Beziehungen.

## Leben und Werk
Şipal studierte Film an der Hochschule für bildende Künste Hamburg. Sein erstes Theaterstück, Vor Wien, wurde 2012 im Rahmen des bundesweiten Wettbewerbs „In Zukunft“ ausgezeichnet. Für das Stück Santa Monica erhielt er den Förderpreis Literatur der Kulturbehörde Hamburg.
Şipal war als Drehbuchautor an verschiedenen Filmprojekten beteiligt, die auf internationalen Festivals wie dem Festival des Films du Monde de Montréal (Prix du Jury für The Bicycle), dem Shanghai International Film Festival und dem Cairo International Film Festival gezeigt wurden.
In der Spielzeit 2016/17 war er Hausautor am Nationaltheater Mannheim, von 2017 bis 2019 in gleicher Funktion am Theater Bremen. Sein Stück Mutter Vater Land wurde im Juni 2021 am Theater Bremen unter der Regie von Frank Abt uraufgeführt. Es erzählt die Geschichte einer deutsch-türkischen Familie über vier Generationen und behandelt Fragen von Zugehörigkeit und Identität. Bei den 47. Mülheimer Theatertagen 2022 erhielt das Stück den Publikumspreis.
Şipal ist der Enkel von Kâmuran Şipal.

## Werke (Auswahl)
- Vor Wien (2012)
- Santa Monica
- Mutter Vater Land (2021)
- Das Pommes-Paradies
- Akıns Traum vom Osmanischen Reich
- Hoffen und Sehnen / Umut ve Özlem / Nadzieja i tęsknota
- Kohlenstaub und Bühnennebel
- Neue Republik
- Shirin & Leif
- Ein Haus in der Nähe einer Airbase
- Kalami Beach

Mehrere seiner Werke erschienen im Suhrkamp Verlag.

## Hörspiele
- 2025: Mutter Vater Land – Regie: Jakob Roth, Pauline Seiberlich (Original-Hörspiel – BR)[8]

## Auszeichnungen
- 2012: Gewinner des Wettbewerbs „In Zukunft“ für Vor Wien[9]
- Förderpreis Literatur der Kulturbehörde Hamburg für Santa Monica
- 2022: Publikumspreis der Mülheimer Theatertage für Mutter Vater Land[10]